# Petrophora kaszabi
Petrophora kaszabi là một loài bướm đêm trong họ Geometridae.